# ガラスの城 (曲)
「ガラスの城」（ガラスのしろ）は、1968年に発表されたザ・ピーナッツの楽曲である。

## 概要
この楽曲は、ザ・ピーナッツと同じ渡辺プロダクションに所属していたスマイリー小原とスカイライナーズのピアニストの3人のうちの一人であった森岡賢一郎によって編曲された。森岡は基本的には別の歌手の担当であったが、この楽曲で初めてザ・ピーナッツの楽曲を担当した（その後「大阪の女」等を編曲している）。また、鈴木邦彦が初めてザ・ピーナッツソングの作曲を手がけた作品でもあった。
曲調はブラスロック風を洗練させた形態で仕上げられている。
森岡の編曲であったこともあり、この楽曲の演奏はスマイリー小原とスカイライナーズにより行われていたこともあった。『NHK紅白歌合戦』では第19回で歌唱されていた。当時の映像がNHKにモノクロ画像で残されており、スクールメイツをバックダンサーとして歌唱されている映像内容である。

## 作成者
- 作詞/なかにし礼
- 作曲/鈴木邦彦
- 編曲/森岡賢一郎

## レコード概要
- 発売日 1968年10月（キングレコード）
- 録音日/録音場所 1968年8月9日 文京公会堂（オールスターズ・レオンによる演奏）